# Droga N997 (Holandia)
Droga prowincjonalna N997 (niderl. Provinciale weg 997) – droga prowincjonalna w Holandii, w prowincji Groningen. Łączy drogę prowincjonalną N360 w Delfzijl z drogę prowincjonalną N33 w Holwierde.
N997 jest drogą jednopasmową o maksymalnej dopuszczalnej prędkości 80 km/h. Przyjmuje ona nazwy Fivellaan, Jachtlaan i Hogelandsterweg.